# Walter Jaschek
Walter Josef Jaschek (* 9. November 1912 in Inzersdorf (Wien); † 25. August 1980 in Wien) war ein österreichischer Astronom, Chemiker und langjähriger Leiter der Kuffner-Sternwarte in Wien. Ihm ist die Revitalisierung der Sternwarte zu verdanken, die Ende des 19. Jahrhunderts eine bedeutende Forschungsstätte war und in den 1980ern vor dem Abbruch stand. Als Dipl.-Ing. für Chemie war er auch Professor an der Grafischen Lehr- und Versuchsanstalt.

## Leben
Ab 1930 studierte Walter Jaschek Technische Chemie an der Technischen Hochschule Wien und erlangte 1939 das Ingenieurdiplom. Während des Studiums beschäftigte er sich auch mit Astronomie, insbesondere mit Fotografie in diesem Bereich, und war an der Urania-Sternwarte tätig. 1946 übernahm er ehrenamtlich die Leitung der Kuffner-Sternwarte.
An der 1947 renovierten Sternwarte befasste sich Jaschek u. a. mit Positionsastronomie (Teilnahme am Zonenprogramm der IAU, südliche Deklination 0–4°), mit Sternbedeckungen am Großen Refraktor und mit Spektroskopie. Letztere hatte hier Karl Schwarzschild (1873–1916) als Forschungsassistent eingeführt.
Als das Institut auch als Volkssternwarte eingerichtet wurde, gründete Jaschek die Astronomische Fachgruppe und gewann zahlreiche Forscher für Vortragsserien.
1955 wurde Jaschek Professor an der Höheren Graphischen Bundes-Lehr- und Versuchsanstalt. 1977 ging er als Oberstudienrat in Pension. Er wurde am Hietzinger Friedhof bestattet. Das Grab ist bereits aufgelassen.